# Robert Moreno González
|  | «Robert Moreno» redirigeix aquí. Vegeu-ne altres significats a «Roberto Moreno». |

Robert Moreno González (Barcelona, 19 de setembre de 1977) és un entrenador de futbol català.

## Carrera esportiva
Llicenciat en comerç internacional per la universitat de Barcelona, inicià la seva carrera com a entrenador l'any 2003 entrenant la Penya Blaugrana Collblanc. Posteriorment fou, entre d'altres, entrenador de la U.E.Castelldefels dirigint l'equip de categoria juvenil. Fou el segon entrenador de Luis Enrique Martínez a l'AS Roma, el Celta de Vigo i el Futbol Club Barcelona, així com de la selecció espanyola de futbol. El 26 de març de 2019 substituí a Luis Enrique en un partit de la selecció espanyola contra Malta a causa de problemes familiars del tècnic asturià. Va accedir finalment al càrrec de seleccionador després de la renúncia efectuada per Luis Enrique el dia 19 de juny de 2019.
Va ser destituït del càrrec de seleccionador a conseqüència del retorn de Luis Enrique com a seleccionador. El tècnic asturià va decidir prescindir de Moreno com a ajudant, ja que des del seu punt de vista havia sigut deslleial amb ell.
El desembre de 2019 fitxà com a entrenador de l'AS Mònaco, substituint Leonardo Jardim. Una setmana després, va guanyar el seu primer partit per 2–1 a casa contra el Reims a la Coupe de France. El 12 de gener en el seu primer partit de lliga va empatar 3–3 contra el líder, el Paris Saint-Germain FC.
Havent acabat la lliga en 9a posició, i sense classificar-se per Europa, Moreno fou cessat el 18 de juliol de 2020.
El 18 de juny de 2021, va fitxar pel Granada CF de La Liga amb contracte per dos anys. Va empatar 0–0 contra el Vila-real CF en el seu debut el 16 d'agost. Va entrenar el club durant la temporada 21-22; fou destituït el dia 5 de març de 2022 després de perdre en partit de lliga contra el València CF, després de sis derrotes en els darrers set partits.